# Балан, Иван Дмитриевич
Ива́н Дми́триевич Бала́н (укр. Балан Іван Дмитрович; род. 1 июня 1949, Малая Виска, Кировоградская область) — советский футболист, вратарь. Заслуженный тренер Украины.

## Игровая карьера
Воспитанник николаевского футбола. Первый тренер — Павел Худояш.

## Достижения

### Игрок
- Чемпион УССР — 1974 (Судостроитель (Николаев)).
- Бронзовый призёр Чемпионата УССР — 1973 (Судостроитель (Николаев)).

### Тренер
- Серебряный призёр Чемпионата УССР — 1990 (Судостроитель (Николаев)).
- Бронзовый призёр Чемпионата УССР — 1985 (Судостроитель (Николаев)).
- Четвёртое место Чемпионата Украины — 2006 (Мариуполь)
- Обладатель Кубка Украины сезона 2008/09
- В 2001 году присвоено звание «Заслуженный тренер Украины».